# Joseph C. Aub
Joseph Charles Aub (* 13. Mai 1890 in Cincinnati, Ohio; † 30. Dezember 1973) war ein US-amerikanischer Mediziner mit Tätigkeit auf den Gebieten der Physiologie, Endokrinologie, Toxikologie, Gerontologie und Onkologie.

## Leben
Aub erwarb 1911 einen Bachelor an der Harvard University und 1914 einen M.D. an der Harvard Medical School. Seine Facharztausbildung erhielt er am Massachusetts General Hospital. Im Ersten Weltkrieg arbeitete er in einer Einheit zur Behandlung von Soldaten mit Lungenentzündung und forschte mit Walter Cannon zum traumatischen Schock. Nach dem Krieg erhielt er eine erste Professur für angewandte Physiologie an der Harvard Medical School. 1924 wechselte er auf eine Professur in der Inneren Medizin. Von 1943 bis 1956 war er Leiter (Chair) der gesamten Inneren Medizin. Zuletzt hatte er noch eine Forschungsprofessur inne. 1956 ging Aub in den Ruhestand.
Von 1928 bis 1942 war Aub am Peter Bent Brigham Hospital ärztlich tätig, von 1928 bis 1943 war er als Nachfolger von George Richards Minot Chefarzt des Collins P. Huntington Memorial Hospital (zum Massachusetts General Hospital) der Harvard Medical School. Von 1943 bis 1956 hatte er die Leitung der dortigen medizinischen Labors inne. Für das National Research Council saß er in zahlreichen Beratungsgremien.
Aub arbeitete zu Krebserkrankungen und gemeinsam mit Manfred Bowditch zu industriell bedingten Vergiftungen, insbesondere zur Bleivergiftung. Gemeinsam mit Harriet Hardy entwickelte er für die Weltgesundheitsorganisation (WHO) Standards zur Verhütung von Kontaminationen mit giftigen Mineralien (Blei, Beryllium) am Arbeitsplatz. Er entdeckte Lektine und trug zur Entwicklung der Theorie bei, dass sich die Zelloberflächen von Krebszellen und gesunden Zellen unterscheiden. Gemeinsam mit Eugene Floyd DuBois veröffentlichte Aub eine Tabelle zur Abschätzung des altersabhängigen Grundumsatzes pro Quadratmeter Körperoberfläche (Aub-Dubois table). Er ist Autor von mehr als 300 wissenschaftlichen Publikationen und einer Biographie von David Edsall.
Joseph C. Aub war seit 1925 mit Elizabeth Frances Cope verheiratet.

## Auszeichnungen (Auswahl)
- 1932 Mitglied der American Academy of Arts and Sciences[1]
- 1948 Präsident der Gerontological Society
- 1949 Präsident der American Association for Cancer Research[2]
- 1957 Mitglied der National Academy of Sciences[3]
- 1966 George M. Kober Medal der Association of American Physicians[4]
- Mitglied der Society of Endocrinology